# Jožef Smej
Jožef Smej, slovenski škof, teolog, pesnik, pisatelj in prevajalec, * 15. februar 1922, Bogojina; † 21. november 2020, Lenart v Slovenskih goricah.

## Življenjepis
Jožef Smej se je rodil v Bogojini 15. februarja 1922 očetu Jožefu in materi Ani, rojeni Ošlaj. Sorodnik mu je bil pravnik in politik Franc Bajlec. Osnovno šolo je obiskoval  v Bogojini, gimnazijo v Murski Soboti. Prva štiri leta je stanoval v Martinišču, zadnja štiri pa se je vozil s kolesom iz Bogojine. Že v tistem času je pisal prozo in pesmi objavljal v dijaškem listu Zarja. Po maturi leta 1940 se je vpisal na Medicinsko fakulteto v Ljubljani. Konec oktobra pa se je prepisal na Visoko bogoslovno šolo v Maribor. Jeseni leta 1941 je kot bogoslovec nadaljeval študij v Sombotelu.
8. decembra 1944 je bil v Sombotelu posvečen v duhovnika. Najprej je služboval v Dokležovju, zatem leta 1945 nekaj mesecev v Dobrovniku, nato pa do leta 1948 kot kaplan v Turnišču. Vmes je odslužil 13 mesecev vojaščine v Zagrebu. V letih 1948–1969 je služboval v Murski Soboti, najprej kot kaplan, nato kot župnik in nazadnje kot dekan. Leta 1969 je na željo škofa Maksimilijana Držečnika prišel v Maribor za stolnega vikarja. Imenovan je bil za stolnega kanonika in kmalu tudi za stolnega prošta (1975), ravnatelja škofijske pisarne ali škofijskega kanclerja. Doktoriral je leta 1976. Leta 1980 je sprejel službo škofovega generalnega vikarja in jo opravljal 20 let (do leta 2000). Kot dober poznavalec madžarščine je navezal dobre stike s sosednjimi madžarskimi škofi in duhovniki, med drugimi tudi z msgr. Jenőjem Tietzejem.
Papež Janez Pavel II. ga je 15. aprila 1983 imenoval za mariborskega pomožnega škofa, 23. maja istega leta pa je bil v škofa tudi posvečen. Škofovsko službo je opravljal za časa škofa (od leta 2006 nadškofa) Franca Krambergerja. Član Slovenske škofovske konference, kjer je skrbel za področje ekumenizma, je bil vse do leta 2012.
Poleg škofovske službe se je Jožef Smej ukvarjal tudi z znanstvenoraziskovalnim in literarnim delom ter prevajanjem. Poseben poudarek daje raziskavam kulturne in slovstvene zgodovine Prekmurja, posebej prekmurskemu jeziku, prekmurski književnosti in duhovnikom, pisateljem ter politikom kot so Mikloš Küzmič, Štefan Küzmič, Jožef Klekl st. in drugi.
Upokojil se je 18. junija 2009, vendar je ostal na nadškofiji pastoralno aktiven še naprej tudi v obdobju nadškofa Marjana Turnška, kasnejše dveletne sedisvakance, ter nadškofa Alojzija Cvikla – vse do 19. decembra 2016, ko je pri zdrsu v mariborski stolnici nesrečno padel in si zlomil kolk. Po operaciji v mariborskem kliničnem centru se je preselil v Dom starejših občanov Lenart, kjer je od upokojitve leta 2011 že stanoval njegov nekdanji nadrejeni (nad)škof Kramberger. Umrl je v starosti 98 let zaradi komplikacije bolezni COVID-19. Pogreb je bil v njegovi rojstni vasi Bogojini.
Mariborski stolni prošt je bil kar 45 let, vse do smrti.

## Literarno delo
Svoje pesmi je objavil v zbirki Kaplja v vedru (1992). Napisal je romana o Ivanu Bašu (1991) in Miklošu Küzmiču (2006), več nabožnih del, tudi v verzih, med njimi Križev pot (1995) in zgodovino župnijske cerkve v Murski Soboti.
Obsežen je tudi njegov prevajalski opus. Prevajal je iz latinščine, francoščine (Jean Racine, Thomas Corneille) in madžarščine (Géza Gárdonyi). Iz nemščine in francoščine je prevajal tudi svetopisemska besedila.
Za spomenike in spominske plošče je sestavil mnogo latinskih in slovenskih napisov s kronogramom, ki so izšli tudi v knjigah.
Bibliografijo dr. Jožefa Smeja je sestavil in objavil Franc Kuzmič.

## Nagrade
- 2008 – častni občan Občine Sveta Ana[7]
- 2. oktober 2009 - priznanje za življenjsko delo Slavističnega društva Slovenije[8]
- 8. junij 2015 - Madžarski zlati križ za zasluge[9][10]
- 19. oktober 2015 - častni občan Mestne občine Maribor[11]
- 31. marec 2016 - red za zasluge Republike Slovenije 2016 za življenjsko delo in bogat prispevek k duhovni nacionalni kulturi Slovencev[12]

## Film
Leta 2016 je v produkciji Studia Siposh režiser David Sipoš o Jožefu Smeju posnel dokumentarni film z naslovom Kaplja v vedru. Jožefa Smeja v filmu igra Blaž Setnikar. Tri leta po ljubljanski premieri decembra 2016 v Galeriji Družina je Studio Siposh omogočil ogled celotnega filma na spletu.